# Dendronephthya persica
Dendronephthya persica is een zachte koraalsoort uit de familie Nephtheidae. De koraalsoort komt uit het geslacht Dendronephthya. Dendronephthya persica werd in 1909 voor het eerst wetenschappelijk beschreven door Henderson. 